# Aurélie Filippetti

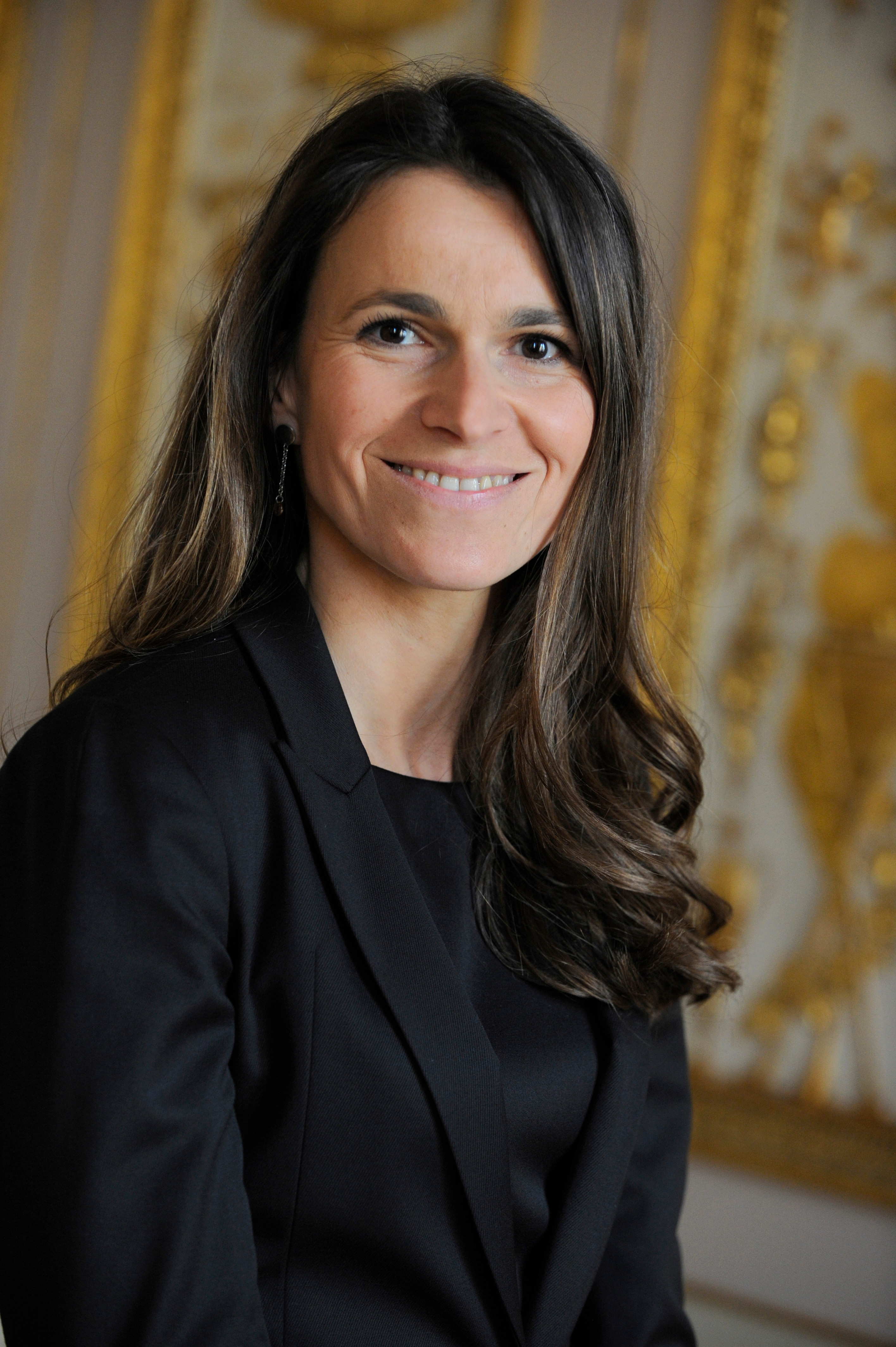
Aurélie Filippetti

Aurélie Filippetti (Villerupt, 17 juli 1973) is een Franse politica en romanschrijfster.

## Levensloop
Ze is een dochter van Angelo Filippetti (1938-1992), mijnwerker en communistische maire van Audun-le-Tiche en van Odette, intendante in een college. Kleindochter van Italiaanse antifascisten die in de ijzermijnen van Lotharingen kwamen werken. In haar eerste roman, Les Derniers jours de la classe ouvrière, heeft ze geschreven over haar grootvader die toetrad tot het Verzet, verklikt werd en naar het concentratiekamp Bergen-Belsen werd gedeporteerd, waar hij het leven liet.
Na middelbare en hogere studies in het lyceum en hogeschool Georges-de-La-Tour in Metz, werd ze aanvaard in de École normale supérieure de Fontenay-Saint-Cloud en behaalde haar diploma in de klassieke letteren.
Ze werd gedurende een jaar leraar letterkunde in het lycée Pasteur (Neuilly-sur-Seine).

## Privé
Filippetti heeft met verschillende vrienden samengewoond:
- de econoom Thomas Piketty,
- de UMP-volksvertegenwoordiger en minister Frédéric de Saint-Sernin,
- de socialistische volksvertegenwoordiger en minister Arnaud Montebourg, met wie ze in 2015 een dochter kreeg.

## Politieke loopbaan
Van 1999 tot 2006 behoorde Filippetti tot de Groenen. In 2001-2002 was ze kabinetsadviseur bij Yves Cochet, minister voor Leefmilieu. In 2001 werd ze verkozen tot gemeenteraadslid in Parijs. Ze was ook kandidaat bij wetgevende verkiezingen, zonder verkozen te zijn. In 2003 werd ze woordvoerder van de Groenen in Parijs. Datzelfde jaar was er haar eerste meningsverschil met de partijleiding, over de oorlog in Irak. In 2006 werd ze niet meer aangeduid als groen kandidaat en ze verliet de partij.
In 2006 voegde zij zich bij het campagneteam van PS-politica Ségolène Royal in het vooruitzicht van de presidentsverkiezingen.
In mei 2007 werd ze verkozen tot volksvertegenwoordiger in een Lotharingse kiesomschrijving. In 2009 was ze kandidaat voor het Europees Parlement, maar werd niet verkozen.
In 2011 steunde ze de kandidatuur van François Hollande en maakte deel uit van zijn campagneteam, als adviseur voor cultuur en media. In juni 2012 werd ze herkozen als volksvertegenwoordiger in Lotharingen.

## Minister voor Cultuur en Communicatie
Ze was ondertussen minister van Cultuur geworden in de regering van Jean-Marc Ayrault en bleef dit ook onder Manuel Valls. In 2014 werd ze verkozen tot gemeenteraadslid in Metz.
Bij haar aantreden formuleerde ze de volgende prioriteiten:
- een wetsontwerp ter beveiliging van de journalistieke bronnen;
- een herziening van de wet over de verspreiding van werken op internet en de bescherming van de auteursrechten;
- de beveiliging van de financiering van de openbare audiovisuele instellingen;
- het beëindigen van de benoemingen van voorzitters van de openbare zenders door de president van de republiek.

Ze nam geen deel meer aan de tweede regering-Valls en werd vanaf september 2014 opnieuw parlementslid. Ze behoorde tot de 39 leden van de socialistische meerderheid die oppositie voerden tegen de regering-Valls en de begroting 2015 niet goedkeurden.
In 2017 behoorde ze tot het campagneteam dat Arnaud Montebourg ondersteunde bij de voorverkiezingen voor de aanduiding van de socialistische presidentskandidaat. Nadien werd ze woordvoerster van de aangeduide Benoît Hamon.
Bij de parlementsverkiezingen van juni 2017 werd ze al tijdens de eerste ronde uitgeschakeld.

## Publicaties
- Les Derniers Jours de la classe ouvrière, Éditions Stock, 2003.
- Fragments d'Humanité, ouvrage collectif édité à l'occasion des 100 ans du quotidien, Éditions Lansman, 2004, ISBN 978-2-8728-2461-8
- Un homme dans la poche, Stock, 2006, ISBN 978-2-7578-0122-2
- (samen met Xavier Darcos) L'école forme-t-elle encore des citoyens ?, Forum Libération de Grenoble sur CD audio, Frémeaux & Associés, 2008.
- (samen met Pierre-Alain Muet) Si nous sommes vivants : le socialisme et l'écologie, 2010.
- (met François Bégaudeau, Arnaud Cathrine, Maylis de Kerangal en Joy Sorman), J’ai vingt ans, qu’est-ce qui m’attend ?, 2012.